# دامن‌های اسکاتلندی کوتاه
دامن‌های اسکاتلندی کوتاه (انگلیسی: Short Kilts) یک فیلم کمدی صامت آمریکایی است که در سال ۱۹۲۴ منتشر شد.

## بازیگران
- استن لورل
- جیمز فینلیسون
- میکی دنیلز
- مری کورنمن
- لیو ویلیس
- سمی بروکس
- اینا گرگوری
- هلن گیلمور
- جرج رو